# Spielzeit (Sport)
Die Spielzeit (oder Spieldauer) ist bei einigen Sportarten der durch Wettkampfregeln festgelegte Zeitraum, innerhalb dessen die Sportart ausgeübt und beendet werden muss.

## Allgemeines
Bei den meisten Sportarten ist eine Zeitvorgabe nicht vorgesehen (beispielsweise Leichtathletik, Schwimmen, Tennis, Tischtennis). Um hier Chancengleichheit der Sportler beim Wettkampf herzustellen, muss ein bestimmtes Spielergebnis erreicht werden (beim Schwimmen: Zeitnahme; beim Tennis: zwei oder drei Gewinnsätze), unabhängig von der Spieldauer des Wettkampfs. Sieger ist, wer am schnellsten geschwommen ist oder wer die meisten Sätze gewonnen hat. 

## Sportarten
Es gibt jedoch auch Sportarten, bei denen das Sportziel darin besteht, möglichst viele Tore oder Punkte zu erzielen (wie beim Eishockey, Fußball, Handball, Volleyball). Hier muss eine Spielzeit definiert werden, innerhalb derer die Tore oder Punkte erzielt werden müssen. Sieger ist, wer am Ende der Spielzeit mindestens ein Tor oder einen Punkt mehr als der Gegner geschossen oder erzielt hat. Werden keine Tore erzielt oder jeder Gegner hat gleich viele Tore erzielt, heißt das Resultat beim Spielzeitende „Unentschieden“. 
Beim Fußball beispielsweise beträgt die Spielzeit im Junioren- und Seniorenbereich 90 Minuten, unterbrochen durch die Halbzeitpause nach 45 Minuten. Die Spielregeln wurden vom International Football Association Board beschlossen und legen die Halbzeitpause auf 15 Minuten fest. Die Bezeichnungen Bruttospielzeit (die reguläre Spielzeit bis zum Abpfiff) und Nettospielzeit (Bruttospielzeit abzüglich der Spielunterbrechungen) sind inoffiziell. Die in der Regel angegebene Spieldauer beschreibt die Bruttospielzeit, also den Zeitraum zwischen Anpfiff und Abpfiff. Davon zu differenzieren ist die Nettospielzeit, also die Zeit, in der der Ball wirklich im Spiel ist.
Im Eishockey heißt diese Nettospielzeit „effektive Spielzeit“, sie beträgt 3 × 20 Minuten, im Handball 2 × 30 Minuten. Beim Schach wird die Spielzeit gemessen, die ein Spieler für einen Spielzug benötigt.

## Sonstiges
Vereinzelt wird der Terminus Spielzeit auch als Bezeichnung einer ganzen Spielsaison verwendet.